# سودرنده
سودرنده (به آلمانی: Süderende) یک شهر در آلمان است که در نوردفرایسلند واقع شده‌است. سودرنده ۱۸۵ نفر جمعیت دارد.